# Annika Beck
Annika Beck (Giessen, 16 de febrero de 1994) es una jugadora alemana de tenis.
Beck ha ganado siete títulos ITF individuales durante su carrera, y el 18 de julio de 2016, alcanzó su mejor clasificación en el ranking WTA que fue el 37.
En el Abierto de Australia 2016, Beck alcanzó los octavos de final, luego de vencer a Timea Bacsinszky.

## Títulos WTA (3; 2+1)

### Individual (2)
| Leyenda                    |
| Grand Slam (0)             |
| WTA Tour Championships (0) |
| Premier Mandatory (0)      |
| Premier 5 (0)              |
| Premier (0)                |
| International (2)          |

| N.º | Fecha                    | Torneo     | Superficie | Oponente en final          | Resultado |
| 1.  | 18 de octubre de 2014    | Luxemburgo | Dura (i)   | Barbora Záhlavová-Strýcová | 6-2, 6-1  |
| 2.  | 20 de septiembre de 2015 | Quebec     | Dura (i)   | Jeļena Ostapenko           | 6-2, 6-2  |

#### Finalista (2)
| N.º | Fecha                 | Torneo        | Superficie    | Oponente en final  | Resultado     |
| 1.  | 20 de octubre de 2013 | Luxemburgo    | Dura (i)      | Caroline Wozniacki | 2-6, 2-6      |
| 2.  | 1 de agosto de 2015   | Florianópolis | Tierra batida | Teliana Pereira    | 4-6, 6-4, 1-6 |

### Dobles (1)
| Leyenda                    |
| Grand Slam (0)             |
| WTA Tour Championships (0) |
| Premier Mandatory (0)      |
| Premier 5 (0)              |
| Premier (0)                |
| International (0)          |

| N.º | Fecha               | Torneos       | Superficie    | Pareja          | Oponentes en final         | Resultado   |
| --- | ------------------- | ------------- | ------------- | --------------- | -------------------------- | ----------- |
| 1.  | 31 de julio de 2015 | Florianópolis | Tierra batida | Laura Siegemund | María Irigoyen Paula Kania | 6-3, 7-6(1) |

#### Finalista (2)
| N.º | Fecha                 | Torneos | Superficie    | Pareja          | Oponentes en final                 | Resultado        |
| --- | --------------------- | ------- | ------------- | --------------- | ---------------------------------- | ---------------- |
| 1.  | 12 de octubre de 2014 | Linz    | Dura          | Caroline Garcia | Ioana Raluca Olaru Anna Tatishvili | 2-6, 1-6         |
| 2.  | 17 de julio de 2016   | Gstaad  | Tierra batida | Evgeniya Rodina | Lara Arruabarrena Xenia Knoll      | 1-6, 6-3, [8-10] |

## Títulos ITF (7-3)
| $100,000 torneos |
| $75,000 torneos  |
| $50,000 torneos  |
| $25,000 torneos  |
| $10,000 torneos  |

| Resultado   | N.º | Fecha                    | Torneo                  | Superficie | Oponentes            | Resultado         |
| ----------- | --- | ------------------------ | ----------------------- | ---------- | -------------------- | ----------------- |
| Subcampoena | 1.  | 16 de noviembre de 2009  | Équeurdreville, Francia | Dura (i)   | Constanza Sibille    | 4-6, 2-6          |
| Campeona    | 1.  | 25 de enero de 2010      | Kaarst, Alemania        | Dura (i)   | Audrey Bergot        | 6-2, 7-5          |
| Subcampoena | 2.  | 30 de enero de 2012      | Sunderland, Reino Unido | Dura (i)   | Sarah Gronert        | 6-3, 2-6, 3-6     |
| Campeona    | 2.  | 20 de febrero de 2012    | Moscú, Rusia            | Dura (i)   | Kirsten Flipkens     | 6-1, 7-5          |
| Subcampoena | 3.  | 19 de marzo de 2012      | Bath 2, Reino Unido     | Dura (i)   | Kiki Bertens         | 4-6, 6-3, 3-6     |
| Campeona    | 3.  | 2 de julio de 2012       | Versmold, Alemania      | Arcilla    | Anastasija Sevastova | 6-3, 6-1          |
| Campeona    | 4.  | 6 de agosto de 2012      | Koksijd, Bélgica        | Arcilla    | Bibiane Schoofs      | 6-1, 6-1          |
| Campeona    | 5.  | 17 de septiembre de 2012 | Shrewsbury, Reino Unido | Dura (i)   | Stefanie Vögele      | 6-2, 6-4          |
| Campeona    | 6.  | 22 de octubre de 2012    | Ismaning, Alemania      | Carpet (i) | Eva Birnerová        | 6-3, 7-6(8)       |
| Campeona    | 7.  | 29 de octubre de 2012    | Barnstaple, Reino Unido | Dura (i)   | Eleni Daniilidou     | 6-7(1), 6-2 y 6-2 |

## Rendimiento en Grand Slam

### Individual
| Torneos         | 2012 | 2013 | 2014 | 2015 | 2016 | 2017 | G–P   |
| --------------- | ---- | ---- | ---- | ---- | ---- | ---- | ----- |
| Grand Slam      |      |      |      |      |      |      |       |
| Australian Open | A    | 2R   | 2R   | 1R   | 4R   | 1R   | 5–5   |
| French Open     | Q1   | 2R   | 1R   | 3R   | 3R   | 1R   | 5–5   |
| Wimbledon       | 1R   | 2R   | 1R   | 1R   | 3R   | 1R   | 3–6   |
| US Open         | A    | 1R   | 1R   | 1R   | 2R   |      | 1–4   |
| G–P             | 0–1  | 3–4  | 1–4  | 2-4  | 8-4  | 0-3  | 14-20 |

### Dobles
| Torneos                   | 2013 | 2014 | 2015 | 2016 | 2017 | G–P  |
| ------------------------- | ---- | ---- | ---- | ---- | ---- | ---- |
| Grand Slam                |      |      |      |      |      |      |
| Abierto de Australia      | 1R   | 2R   | 1R   | 1R   | 2R   | 2–5  |
| Roland Garros             | 1R   | 2R   | 2R   | 1R   | 1R   | 2–5  |
| Wimbledon                 | 1R   | 1R   | Q2   | 2R   | A    | 1–3  |
| Abierto de Estados Unidos | 1R   | 1R   | 1R   | 1R   |      | 0–4  |
| Ganados–Perdidos          | 0-4  | 2-4  | 1-3  | 1-4  | 1-2  | 5–17 |